# کورادو فورتونا
کورادو فورتونا (ایتالیایی: Corrado Fortuna؛ زادهٔ ۳۱ مارس ۱۹۷۸) بازیگر و کارگردان اهل ایتالیا است.
از فیلم‌هایی که وی در آن نقش داشته‌است، می‌توان به مادر من، تقدیم به رم با عشق، باریا، اسم من تانینو است و عشق گمشده اشاره کرد.